# Pulaski (Illinois)
Pulaski é uma vila localizada no estado americano de Illinois, no Condado de Pulaski.

## Demografia
Segundo o censo americano de 2000, a sua população era de 274 habitantes.
Em 2006, foi estimada uma população de 243, um decréscimo de 31 (-11.3%).

## Geografia
De acordo com o United States Census Bureau tem uma área de
3,3 km², dos quais 3,3 km² cobertos por terra e 0,0 km² cobertos por água. Pulaski localiza-se a aproximadamente 132 m acima do nível do mar.

## Localidades na vizinhança
O diagrama seguinte representa as localidades num raio de 16 km ao redor de Pulaski.